# 穹窿山风景区
穹窿山风景区，是中华人民共和国江苏省苏州市吴中区下辖的一个类似乡级单位。

## 行政区划
下辖以下地区：
穹窿社区和接驾社区。